# Prosztatarák

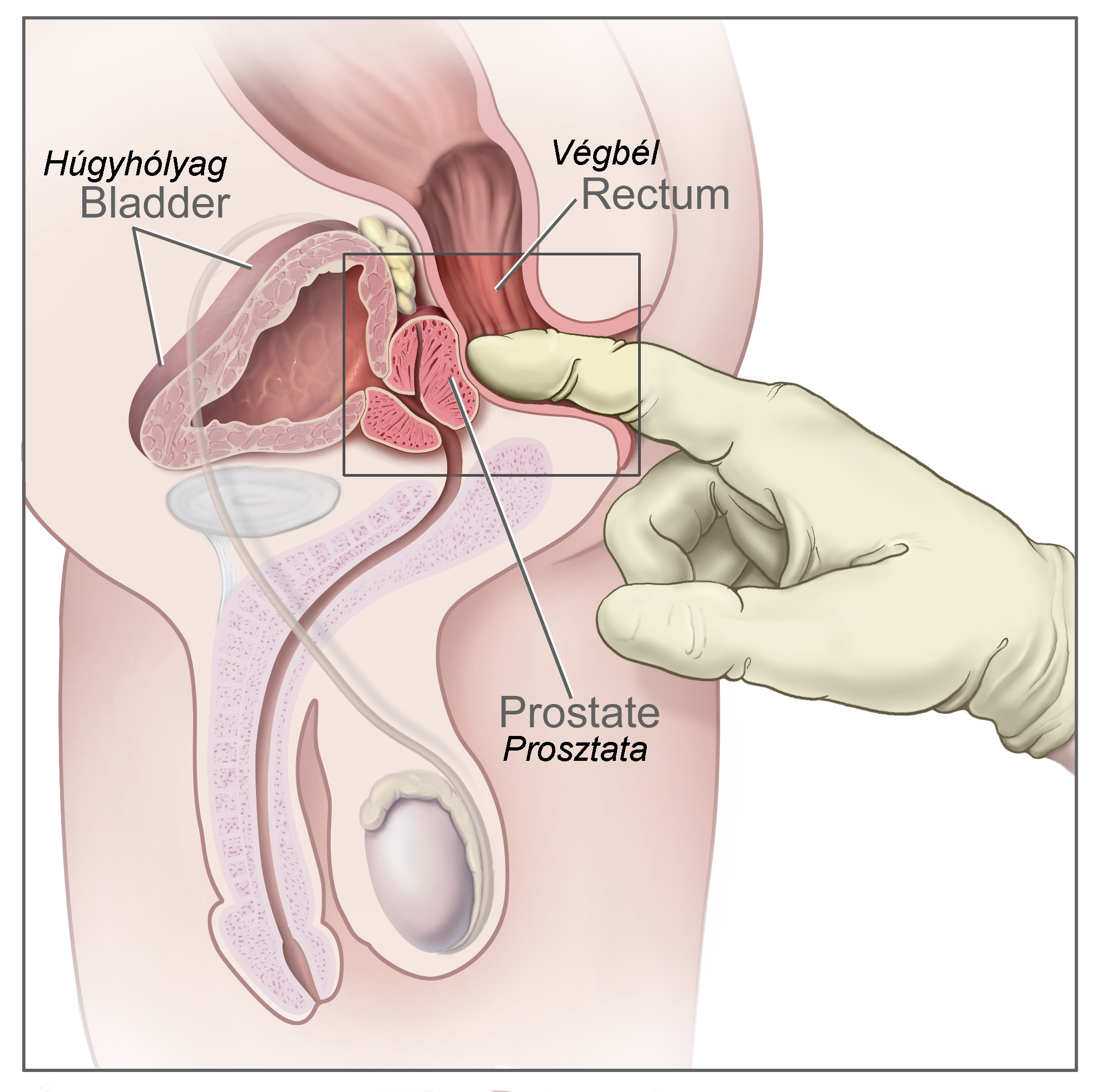
A prosztata vizsgálata

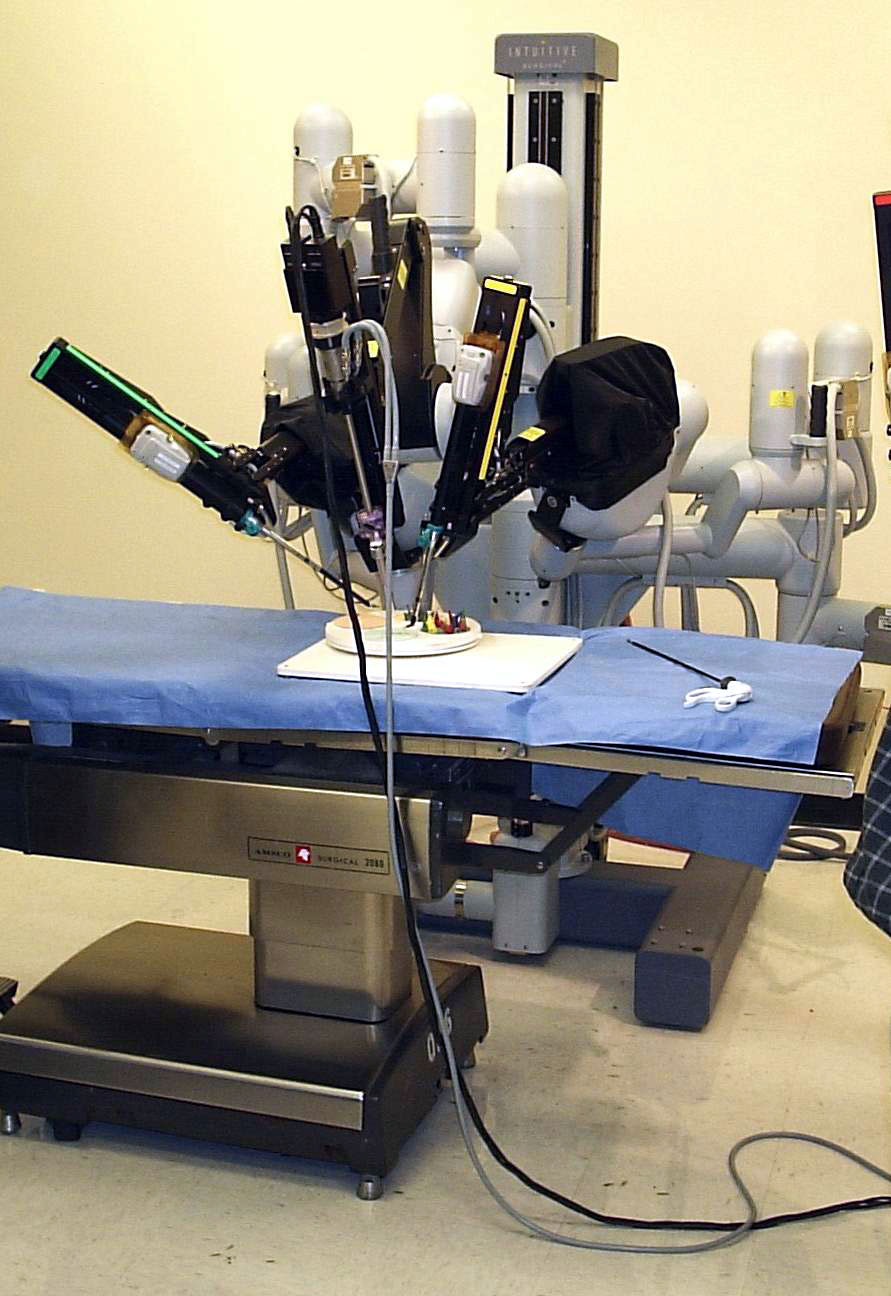
Egy Da Vinci sebészeti robot

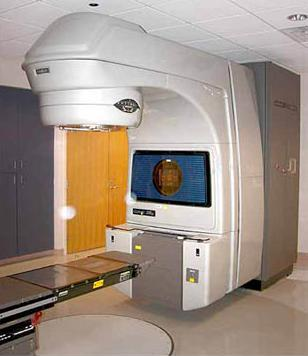
Külső sugárkezelésre alkalmas készülék

A prosztatarák a prosztata (dülmirigy) rosszindulatú daganatos megbetegedése. A férfiak halálozási statisztikájában kiemelt helyet foglal el, az 50 év feletti életkorban a gyakorisága növekszik, elérheti a 10 százalékot, megközelítőleg a 75. életévre kulminál. Ebben nyilván szerepe van a megelőzés, illetve a korai diagnosztika hiányosságainak, ami egyrészt a férfiak többségének abból a nem szerencsés tulajdonságából fakad, hogy idegenkednek a szűrővizsgálat – kissé kellemetlen – részétől, ui. a prosztata anatómiai elhelyezkedése miatt elég nehezen hozzáférhető más vizsgálati eljárásokhoz, mint a legegyszerűbb és legbiztosabb végbélen keresztüli kitapintás, emellett a klinikai tünetek is elég későn jelentkeznek.

## Okai
Alapvetően genetikai, azaz örökletes tényezőkre (DNS-állomány) vezethető vissza. Erre utal a családokon belüli halmozott előfordulás is. A genetikai hiba az 1-es kromoszómán lokalizálódik vagy a 10-es kromoszóma súlyos rendellenességére, a rövid vagy hosszú karok hiányára vezethető vissza, de más kromoszómák rendellenességeit is észlelték. Ez a kórkép jellegében és súlyosságában is kifejezésre jut. Bizonyított a FOXO3 gén szerepe is. Az utóbbi időben egyre több gén esetében merül fel a gyanú, hogy abnormális működésük, vagy mutációjuk szerepet játszik különböző ráktípusok, így a prosztatarák kifejlődésében is. A BRCA1(en) és a BRCA2(en) gének mutációja fontos kockázati tényező a petefészekrák és az emlőrák kialakulásában a nőknél, ugyanakkor szerepük van a prosztatarák létrejöttébben a férfiaknál. Mint általában minden genetikailag meghatározott tulajdonság vagy betegség kialakulásához az örökletes tényezők mellett a külső környezetből származó hatások szükségesek. Az, hogy ilyen esetekben milyen mértékben játszanak szerepet az örökletes tényezők és a környezeti hatások, a kettő egymáshoz viszonyított relatív erősségétől függ. Erős genetikai meghatározottságú betegségeknél az állapot lényegében a környezeti tényezőktől függetlenül is kialakul, míg fordítva, erős külső hatások lényegében mindenkinél tudnak kóros állapotot, így pl. rosszindulatú tumort okozni. Az esetek többsége a két szélsőség között van. A prosztatarák esetében ismert, hogy előfordulási gyakoriságuk bizonyos ipari (vegyi) ártalmaknak kitett férfiaknál (akkumulátorgyártó vagy -újrahasznosító üzemekben, szárazelemgyárakban, gumigyárban dolgozóknál) nagyobb. Ezekben az esetekben a fő tényezőnek a kadmium-kitettséget tartják. De szerepe van a túlzottan fehérjedús táplálkozásnak, az A- és D-vitaminhiánynak és természetesen az életkornak is. A férfi nemi hormonok, a jelen álláspont szerint, nem okozói a prosztataráknak, bár hiányuk esetén (pl. eunuchokban) a daganat nem fordul elő, valamint ezek a hormonok elősegítik a már kialakult tumor gyorsabb fejlődését és terjedését.

## Típusa
Az esetek messze döntő többségében a prosztata fő mirigyeinek állományból, az alapi (bazális) sejtekből kiinduló mirigyes daganat (adenocarcinoma). A simaizomból vagy a kötőszövetes állományból kiinduló daganatok (sarcoma) előfordulási gyakorisága elenyésző.

### Megelőzés
A genetikai háttér miatt a lehetőségek korlátozottak. Lényegében a – fentiekben említett – kockázatot jelentő körülmények kerüléséből áll. Ennek fokozott a jelentősége azoknál a férfiaknál, akiknél a családi halmozódás előzményként kimutatható. A szűrővizsgálatok jelentősége a még gyógyítható stádiumok felismerésében alapvető!

### Szűrővizsgálat
A leghatásosabb eljárás a prosztata végbélen keresztüli tapintása (lásd a mellékelt ábrát) ez az oka a szűrővizsgálattól való idegenkedésnek). Kis felkészültséggel és odafigyeléssel, tapintattal ez az alapellátás minden szintjén nagyobb kellemetlenség okozása nélkül is elvégezhető. (Különösen problémás ez az orvosnőknek, mert a magyar férfiak alapból prűdebbek, mint a nők. Nagyon jól mutatja ezt az, hogy méhnyakrák szűrésekkel annak rossz kimenetelét milyen mértékben sikerült visszaszorítani, míg ez elég kevéssé haladt előre a prosztatarák esetében.) A szűrővizsgálat nem jelent teljes megelőzést, de felderíthet sok egyéb prosztata rendellenességet és rákot megelőző állapotot. Ilyen módon a betegség már olyan korai stádiumban diagnosztizálható, amikor még komoly esély van arra, hogy megfelelő gyógymódot alkalmazva teljes gyógyulás érhető el. A prosztatarák vérvizsgálattal is kimutatható, mivel abban egy Prosztata Specifikus Antigén (PSA) jelenhet meg. A probléma ezzel az, hogy mintegy 20-25 százalékban a biztos esetekben is negatív az eredmény, így nem lehet pusztán erre a módszerre támaszkodni.

## Panaszok és tünetek
A panaszok sokszor csak bizonytalan, nehezen meghatározható jellegűek és a dülmirigy jóindulatú megnagyobbodása (hipertrófiája) tüneteitől nem megkülönböztethetőek: gyakori vizelési inger, a vizeletsugár vizelés közben tapasztalható kellemetlen érzés. Nagyobb daganatok esetén jellegzetesebbek, feltűnőbbek a tünetek. Ezek elsősorban a nehezített vizelésben nyilvánulhatnak meg. Éjszakai gyakori vizeletürítés alakul ki, a vizelet nehezen indul, lassabban és gyengébb sugárban ürül, a vizelés végén csepegés tapasztalható. A betegnek általában olyan érzése van, mintha nem tudná hólyagját teljesen kiüríteni, ami valóban így is van. A hólyagban vizeletpangás lép fel, amely felülfertőződéshez, a panaszok erősödéséhez, fájdalmas, égő, véres vizeletürítéshez vezethet. A fertőzés gyakran lázzal jár, nagyon súlyos esetben akár vesegyulladás, veseelégtelenség is kialakulhat. Néha szexuális zavarok, vagy pedig a sperma minőségének változása, esetleg véres színezete miatt fordul a páciens orvoshoz. Amennyiben a daganat a prosztatát körülvevő szervekre is ráterjedt, állandó, tompa gáttáji és ágyéki fájdalom léphet fel.
A vizsgálati leletek közül a legegyszerűbb, tapintásos vizsgálatkor porc-kemény prosztataállomány, vagy abban porc-kemény göbök tapinthatók. A biztos diagnózis érdekében gyanú esetén valamennyi rendelkezésre álló diagnosztikus lehetőséget, így a radiológiai, ultrahangos, laboratóriumi, szövetminta-vételi (biopszia) stb. eljárásokat igénybe kell venni.

## Gyógyítás / kezelés
Alapvetően megegyezik a rosszindulatú daganatok általános gyógyeljárásaival, azaz legfontosabb a daganat sürgős műtéti eltávolítása. Ennek korszerű módja a Da Vinci sebészeti robot alkalmazása. Ehhez járulnak a korszerű kiegészítő terápiák: sugárkezelés, sejtburjánzást gátló gyógyszerek (citosztatikumok), hormonkezelés (tesztoszterongátló) stb. Idejében felismert daganat esetében ezek az eljárások együttesen viszonylag jó gyógyulási kilátásokkal járnak. Az esetek mindig egyéni elbírálást igényelnek. Későn felismert daganatoknál – mivel a műtét már nem jöhet szóba a daganat környezetéhez kapaszkodása miatt, és ekkorra általában már áttétek is képződtek – a gyógyítás lehetőségei igen korlátozottak. Ilyenkor már inkább csak a betegség előrehaladásának sebessége csökkenthető (citosztatikumok, sugárkezelés segítségével), valamint a beteg általános állapotának karbantartása, megfelelő ápolás, a panaszok enyhítése és a fájdalomcsillapítás jönnek szóba.

## Epidemiológia

A prosztatarák következtében bekövetkezett halálozások életkorra standardizálva, lakosra számítva, 2004-ben
nincs adat
kevesebb mint 4
4–8
8–12
12–16
16–20
20–24
24–28
28–32
32–36
36–40
40–44
több mint 44

Az Egyesült Államokban évente 186 000 új esetet diagnosztizálnak, és 28 000 haláleset következik be prosztatarák következtében. Az Egyesült Királyságban 35 000 új beteget diagnosztizálnak évente, az évenkénti halálozás 10 000. Mindkét országban a második vezető halálok a férfiak között. (Az európai és hazai adatokról a cikk elején esett szó.) Világszerte 220 000 férfi halálát okozza évente. Fejlett országokban a nagyobb gyakoriság a hosszabb átlagéletkorral, a magasabb húsfogyasztással és valószínűleg a hatékonyabb diagnosztikával függ össze. A 80 év fölötti férfiak 80%-ánál fejlődik ki, de lassan növekvő és lényegében ártalmatlan formában. Ilyenkor a kezelés már szükségtelen, sőt inkább ártalmas lehet.

## Kórjóslat, prognózis
A daganat stádiumától függ. Idős korban, ha nem növekszik, nem képez áttéteket és nem okoz panaszokat sem, sokszor nem is kerül felismerésre és beavatkozást sem igényel. Még a rosszabb indulatú esetekben is a korán felismert daganat műtéti eltávolítással és a szükségesnek ítélt járulékos kezelésekkel teljes mértékben gyógyítható. Ezeknél a gyógyulás kilátásai viszont rohamosan csökkennek a diagnózis és a beavatkozás elhúzódásával.